# 聖玫瑰堂 (曼谷)
13°43′55″N 100°30′51″E / 13.732074°N 100.514042°E

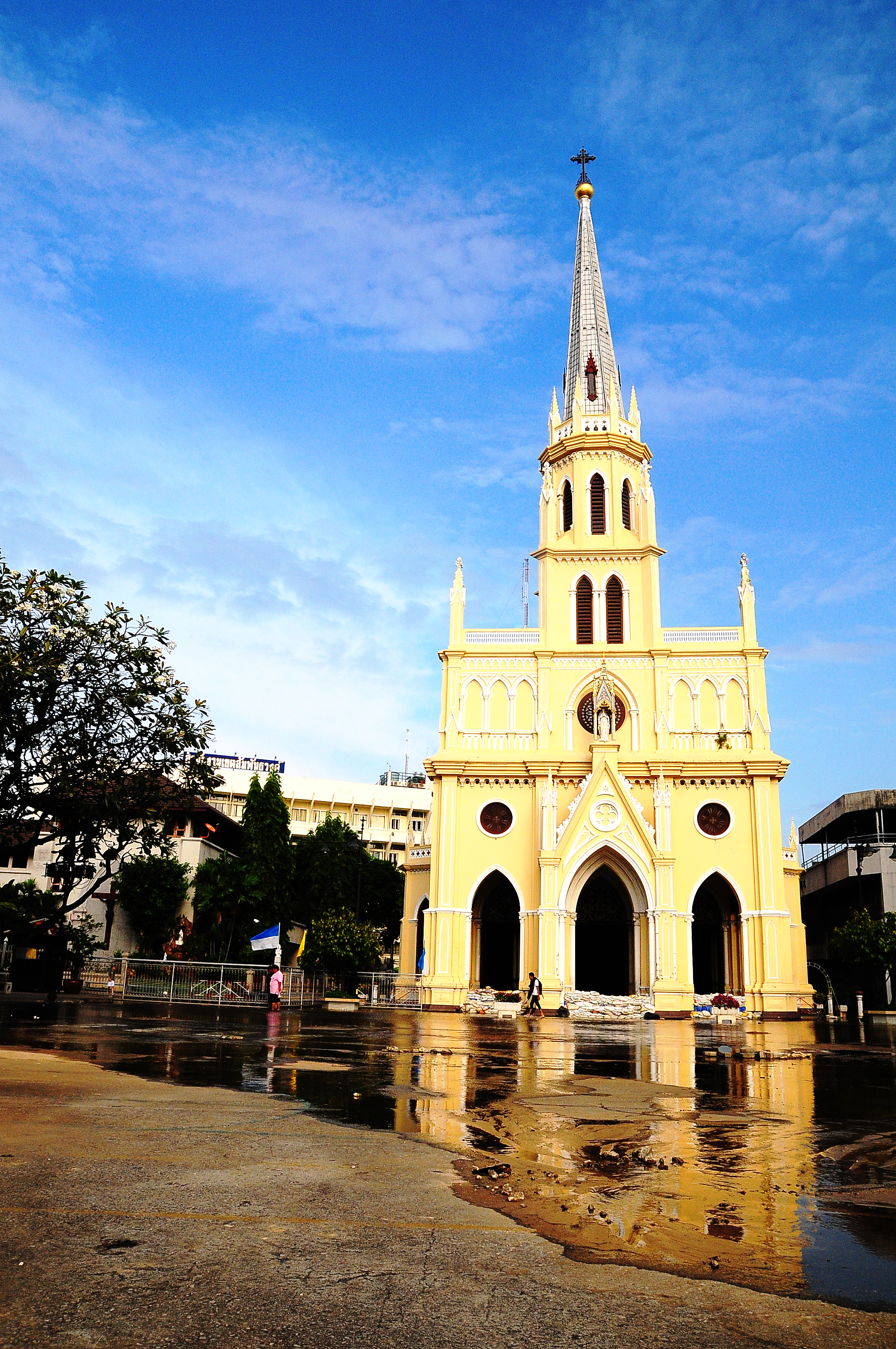
聖玫瑰堂外觀

聖玫瑰堂是泰國首都曼谷的一座天主教教堂，位於三攀他旺縣哒叻仔。
聖堂土地是在1786年由拉瑪一世賜給葡萄牙人，當時聖堂稱為加爾瓦略。

## 相關連接
- 官方網頁 （页面存档备份，存于）